# George Frederick Bristow
George Frederick Bristow (ur. 19 grudnia 1825 w Brooklynie, zm. 13 grudnia 1898 w Nowym Jorku) – amerykański kompozytor, skrzypek i dyrygent.
Urodził się w rodzinie angielskich emigrantów. Jego ojciec był muzykiem i dawał synowi pierwsze lekcje. Następnie uczył się pod kierunkiem Henry’ego  Christiana Timma (fortepian), George’a Macfarrena (harmonia, kontrapunkt i orkiestracja) oraz Ole Bulla (skrzypce) . Zaczął występować jako skrzypek w wieku 13 lat, początkowo grał w orkiestrze nowojorskiego Olympic Theatre. W latach 1842–1879 występował w Filharmonii Nowojorskiej. Grał również z innymi orkiestrami, był organistą kościelnym i dyrygował chórami New York Harmonic Society (1851–1863) oraz Mendelssohn Union (1867–1871). Od 1854 roku uczył również muzyki w nowojorskich szkołach.
Napisał m.in. dwie opery, pięć symfonii, cztery uwertury koncertowe, dwa kwartety smyczkowe. Tworzył również muzykę chóralną, zarówno o charakterze świeckim, jak i sakralnym. Uważany jest za prekursora amerykańskiej muzyki poważnej. Tworzył głównie w stylu europejskim, chociaż sięgał także po rodzime motywy nawiązujące do amerykańskiego folkloru i krajobrazu, zwłaszcza w operze Rip van Winkle (wystawiona w Nowym Jorku w 1855 r.) i Niagara Symphony, op. 62 (1893).